# Старокостянтинівське шосе (Шепетівка)
Старокостянти́нівське шосе́ — одна з вулиць міста Шепетівка Хмельницької області, Україна.

## Опис
Вулиця транзитна та широка. Починається від вулиці Судилківської, проходить на південний захід до вулиці Митрополита Шептицького і автодороги Н25 на Старокостянтинів.

## Походження назви
Шосе назване на честь міста Старокостянтинова, в бік якого і проходить вулиця.

## Об'єкти
Серед важливих об'єктів міської інфраструктури Шепетівки на Старокостянтинівському шосе розташовані:
- Відділення №10022/0115 АТ "Ощадбанк" (буд. № 6);
- Шепетівська міжрайонна друкарня (буд. № 11);
- Шепетівська міська лазня (буд. № 25);
- Шепетівський цукровий комбінат (буд. № 31);
- Будівельно-господарський гіпермаркет «Епіцентр К» (буд. № 38Б)
- Автостанція (буд. № 46).

## Галерея
| Шепетівка | Це незавершена стаття про Шепетівку. Ви можете допомогти проєкту, виправивши або дописавши її. |